# Run–D.M.C.
A Run–D.M.C. (elterjedt írásmódok még: Run D.M.C., Run-DMC, vagy Run DMC) egy amerikai hiphop együttes Hollis-ból, New York Queens kerületéből. Joseph "Run" Simmons, Darryl "D.M.C." McDaniels és Jason "Jam-Master Jay" Mizell alapította meg, az együttes általános vélekedés szerint az egyik legmeghatározóbb csapat a hiphop teljes történelme alatt.
A Run-D.M.C. az 1980-as évek egyik legismertebb formációja lett, ami LL Cool J-vel lefektette a hiphop stílus új irányvonalát. A műfajukban először ők kaptak Aranylemezt, illetve a Grammy-díjra is jelölve lettek. A csapat az elsők között bizonyította azt is, hogy mennyire fontos az MC-k és a DJ közötti együttműködés.
2002 novemberében Jam-Master Jayt lelőtték, az együttes pedig feloszlott, mivel Run és DMC úgy döntöttek, hogy nem kívánják társuk nélkül továbbvinni. Run és DMC később szólókarriert folytattak, Run papként és producerként is dolgozott.
2004-ben a Rolling Stone magazin a 48. helyen emelte ki a Run-D.M.C.-t a valaha élt legjobb előadók listáján. 2007-ben az MTV.com a csapatot az "A valaha létező legnagyobb hiphop csapatnak" (The Greatest Hip Hop Group of All Time), míg a VH1 csatorna az "A valaha létező legnagyobb hiphop művészeknek" (Greatest Hip Hop Artist of All Time) nevezte.
2009. április 4-én, az amerikai rapper, Eminem iktatta be a Run-D.M.C.-t a Rock and Roll Hall of Fame csarnokába, a hiphop-stílusból másodikként (az hiphop első képviselője a Grandmaster Flash and the Furious Five volt a csarnokban).
A Run–D.M.C. név általánosan elfogadott nézet szerint Joseph Simmons (Run), illetve Darryl McDaniels (DMC – Darryl McDaniels) becenevének összetételéből származik.

Emellett többféle értelmezés is tartja még magát. DMC az 1985-ös, King of Rock című albumukon azt mondja, hogy a rövidítésnek kétféle jelentése van, az egyik a Devastating Mic Control (kb. mikrofon használata elsöprő sikerrel). A másik magyarázat kicsit hosszabb, itt a D a "never dirty"-t, míg a MC a "mostly clean"-t jelöli.

Szintén DMC adott még egy harmadik magyarázatot is a DMC rövidítésre, ebben a megközelítésben a D a "Doing it all of the time"-t, a M a "The rhymes that all are Mine"-t, illetve a C a "Cool as can be"-t jelenti.

## Diszkográfia
- Run–D.M.C. (1984)
- King of Rock (1985)
- Raising Hell (1986)
- Tougher Than Leather (1988)
- Back from Hell (1990)
- Down with the King (1993)
- Crown Royal (2001)

## Filmográfia
- Krush Groove (1984)
- Tougher Than Leather (film) (1988)